# モンテフランコ
モンテフランコ（伊: Montefranco）は、イタリア共和国ウンブリア州テルニ県にある、人口約1,300人の基礎自治体（コムーネ）。

## 地理

### 位置・広がり
テルニ県南東部のコムーネ。

#### 隣接コムーネ
隣接するコムーネは以下の通り。括弧内のPGはペルージャ県所属を示す。
- アッローネ
- フェレンティッロ
- スポレート (PG)
- テルニ

### 気候分類・地震分類
モンテフランコにおけるイタリアの気候分類 (it) および度日は、zona D, 2047 GGである。
また、イタリアの地震リスク階級 (it) では、zona 1 (sismicità alta) に分類される。

## 行政

### 分離集落
モンテフランコには以下の分離集落（フラツィオーネ）がある。
- Fontechiaruccia, Montemoro, Monzano, Vaccheria, Varcone